# Andrew Billings
Andrew Mitchell Billings (* 6. März 1995 in Waco, Texas) ist ein US-amerikanischer American-Football-Spieler auf der Position des Defensive Tackles. Zurzeit spielt er für die Chicago Bears in der National Football League (NFL).

## Frühe Jahre
Billings besuchte die Waco High School in seiner Geburtsstadt. Dort war er auch in der Footballmannschaft aktiv. Nebenbei war Billings auch Gewichtheber für seine Schule und brach dabei  einen 22 Jahre alten Rekord im Staat Texas von Mark Henry im Kraftdreikampf. Nach seinem Highschoolabschluss erhielt Billings ein Stipendium der Baylor University, für die er von 2013 bis 2015 spielte. Schon in seinem ersten Jahr kam er in 11 Spielen zum Einsatz und verzeichnete 30 Tackles und verhalf seinem Team zum Sieg in der Big 12 Conference. Auch in den beiden folgenden Jahren war Billings fester Bestandteil seiner Mannschaft. Insgesamt kam er in den drei Jahren in 35 Spielen zum Einsatz und verzeichnete dabei 107 Tackles, 8,5 Sacks und 2 erzwungene Fumbles. Er galt als der stärkste Spieler im Collegefootball. Auch 2014 konnte er mit seiner Mannschaft die Big 12 Conference gewinnen, zusätzlich gab es 2015 einen Sieg im Russell Athletic Bowl. Billings persönlich wurde nach der Saison 2015 zusammen mit Emmanuel Ogbah von der Oklahoma State University Big 12 Defensive Player of the Year, zusätzlich gewann er die Auszeichnung als Big 12 Defensive Lineman of the Year und wurde ins All-American und All-Big 12-Team berufen.

## NFL

### Cincinnati Bengals
Beim NFL-Draft 2016 wurde Billings in der 4. Runde an 122. Stelle von den Cincinnati Bengals ausgewählt. Dort unterschrieb er seinen Rookie-Vierjahresvertrag. Am 10. August 2016 verletzte er sich jedoch während des Trainingscamps am Knie und musste operiert werden. Billings verpasste die gesamte Saison 2016 und konnte sein NFL-Debüt erst am 10. September 2017 bei der 0:20-Niederlage gegen die Baltimore Ravens geben. Dabei verzeichnete er einen Tackle. Während er zu Beginn der Saison 2017 zumeist als Backup für Pat Sims aktiv war, stand er gegen Ende der Saison oft in der Startformation. In der Saison 2018 spielte er in allen 16 Spielen und stand auch immer in der Startformation. Seinen ersten NFL-Sack konnte er am 7. Spieltag der Saison 2018 bei der 10:45-Niederlage gegen die Kansas City Chiefs an deren Quarterback Patrick Mahomes verzeichnen. Auch in der Saison 2019 war er regelmäßig Stammspieler. Sein Vertrag wurde jedoch nicht verlängert und Billings wurde nach der Saison ein Free Agent.

### Cleveland Browns

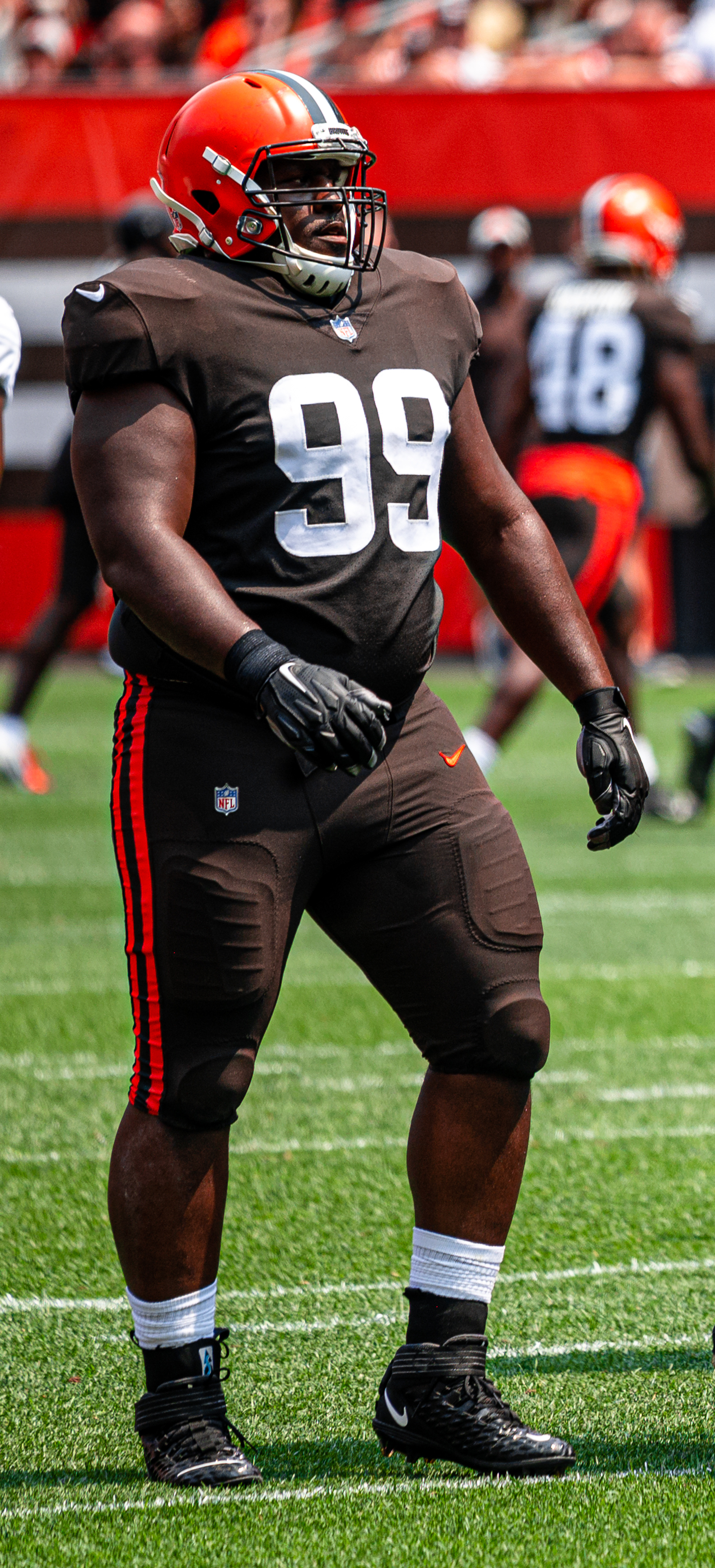
Andrew Billings (2021)

Daraufhin unterschrieb Billings einen Einjahresvertrag bei den Cleveland Browns. Allerdings nahm er an der Saison 2020 aufgrund der COVID-19-Pandemie nicht teil, er entschied sich, die Möglichkeit zum Opt-Out wahrzunehmen. In der Saison 2021 spielte er nach wenig überzeugenden Leistungen in der Preseason kaum eine Rolle. Sein Debüt für die Browns konnte er nichtsdestotrotz am 1. Spieltag der Saison 2021 bei der 29:33-Niederlage gegen die Kansas City Chiefs geben. Sein einziges Tackle für sein Team konnte er am 5. Spieltag bei der 42:47-Niederlage gegen die Los Angeles Chargers verzeichnen. Nach dem neunten Spieltag wurde er von den Browns entlassen.

### Miami Dolphins
Nach seiner Entlassung in Cleveland nahmen die Miami Dolphins Billings für ihren Practice Squad unter Vertrag, für die er jedoch zu keinem Einsatz kam.

### Kansas City Chiefs
Nach dem Ablauf seines Practice-Squad-Vertrages in Miami mit dem Ende der Regular Season schloss sich Billings während der Play-offs dem Practice Squad der Kansas City Chiefs an, blieb auch dort jedoch ohne Einsatz.

### Las Vegas Raiders
Am 28. Februar 2022 nahmen die Las Vegas Raiders Billings unter Vertrag. Dort wurde er auf Anhieb Stammspieler in der Defensive Line der Raiders. Er debütierte für sein neues Team am 1. Spieltag der Saison 2022 bei der 19:24-Niederlage gegen die Los Angeles Chargers, bei der er auch drei Tackles verzeichnen konnte. Am 11. Spieltag konnte er beim 22:16-Sieg gegen die Denver Broncos sogar sieben Tackles verzeichnen und damit einen neuen Karrierebestwert aufstellen. Beim 40:34-Sieg gegen die Seattle Seahawks am 12. Spieltag gelang Billings auch der erste Sack als Raider an Quarterback Geno Smith. Eine Wadenbeinverletzung bremste Billings am Saisonende jedoch aus und er verpasste einige Spiele verletzungsbedingt.

### Chicago Bears
Am 16. März 2023 unterzeichnete Billings einen Einjahresvertrag bei den Chicago Bears, den er bereits im November des Jahres um zwei weitere verlängerte. Er startete in allen 17 Regular-Season-Spielen der Saison 2023 und beendete die Spielzeit mit 27 Tackles (davon drei für Raumverlust) und zwei Quarterback Hits. Auch in der Saison 2024 blieb er Stammspieler der Bears in deren Defense. Am 5. Spieltag konnte er beim 36:10-Sieg gegen die Carolina Panthers schließlich seinen ersten Sack für sein neues Team verzeichnen. Im Woche 9 der Saison 2024 riss Billings sich den Brustmuskel und musste sich daraufhin einer Operation unterziehen. Die Saison war damit für ihn vorzeitig beendet, nachdem er bis dahin sämtliche 25 Spiele für die Bears als Starter bestritten hatte.

## Karrierestatistiken
| Legende | Legende            |
| ------- | ------------------ |
| Fett    | Karrierehöchstwert |

| Saison                             | Team             | Spiele | Spiele  | Tackles      | Tackles      | Tackles      | Tackles      | Interceptions | Interceptions | Interceptions | Interceptions | Interceptions | Interceptions | Fumbles      | Fumbles      | Fumbles      |
| Saison                             | Team             | Gesamt | Starter | Gesamt       | Solo         | Assist       | Sack         | PD            | Int           | Yards         | Avg           | Lang          | TD            | FF           | FR           | TD           |
| ---------------------------------- | ---------------- | ------ | ------- | ------------ | ------------ | ------------ | ------------ | ------------- | ------------- | ------------- | ------------- | ------------- | ------------- | ------------ | ------------ | ------------ |
| 2016                               | Bengals          | 0      | 0       | Ohne Einsatz | Ohne Einsatz | Ohne Einsatz | Ohne Einsatz | Ohne Einsatz  | Ohne Einsatz  | Ohne Einsatz  | Ohne Einsatz  | Ohne Einsatz  | Ohne Einsatz  | Ohne Einsatz | Ohne Einsatz | Ohne Einsatz |
| 2017                               | Bengals          | 15     | 7       | 13           | 9            | 4            | 0,0          | 0             | 0             | 0             | 0,0           | 0             | 0             | 0            | 0            | 0            |
| 2018                               | Bengals          | 16     | 16      | 32           | 22           | 10           | 2,5          | 0             | 0             | 0             | 0,0           | 0             | 0             | 0            | 0            | 0            |
| 2019                               | Bengals          | 16     | 14      | 35           | 18           | 17           | 1,0          | 0             | 0             | 0             | 0,0           | 0             | 0             | 0            | 0            | 0            |
| 2020                               | Browns           | 0      | 0       | Opt-out      | Opt-out      | Opt-out      | Opt-out      | Opt-out       | Opt-out       | Opt-out       | Opt-out       | Opt-out       | Opt-out       | Opt-out      | Opt-out      | Opt-out      |
| 2021                               | Browns           | 6      | 0       | 1            | 0            | 1            | 0,0          | 0             | 0             | 0             | 0,0           | 0             | 0             | 0            | 0            | 0            |
| 2022                               | Raiders          | 14     | 14      | 39           | 18           | 21           | 1,0          | 0             | 0             | 0             | 0,0           | 0             | 0             | 0            | 0            | 0            |
| 2023                               | Bears            | 17     | 17      | 27           | 12           | 15           | 0,0          | 0             | 0             | 0             | 0,0           | 0             | 0             | 0            | 0            | 0            |
| 2024                               | Bears            | 8      | 8       | 13           | 9            | 4            | 1,0          | 0             | 0             | 0             | 0,0           | 0             | 0             | 1            | 0            | 0            |
| Gesamte Karriere                   | Gesamte Karriere | 92     | 76      | 160          | 88           | 72           | 5,5          | 0             | 0             | 0             | 0,0           | 0             | 0             | 1            | 0            | 0            |
| Quelle: pro-football-reference.com |                  |        |         |              |              |              |              |               |               |               |               |               |               |              |              |              |